# 29-та гренадерська дивізія СС «РОНА» (1-ша російська)
29-та гренадерська дивізія СС «РОНА» (1-ша російська) (нім. 29. Waffen-Grenadier-Division der SS „RONA“ (russische Nr. 1)) — колабораційне тактичне з'єднання Ваффен-СС укомплектоване вояками Російської Визвольної Народної Армії (РОНА) сформоване наприкінці Другої Світової війни.

## Історія створення
Восени 1941 року внаслідок швидкого просування німецьких військ територіями СРСР, було окуповано Орловську та Брянську області. На окупованих теренах в районі 2-ї танкової армії Вермахту німцями було санкціоновано утворення Локотського району, невдовзі розширеного до округу. Ці територіальні формації відоміші в історії під назвою Локотська республіка. Збройні сили Локотської республіки отримали назву «Російська Визвольна Народна Армія» (РОНА). РОНА була укомплектована етнічними росіянами, що мали антирадянські погляди та солдатами-червоноармійцями, котрі опинились в оточенні німецьких військ. З 1942 року РОНА почала проводити мобілізацію до своїх лав не на добровільних, а на примусових засадах. На початок 1943 РОНА нараховувала у своєму складі 5 стрілецьких полків і ряд окремих з'єднань, поміж яких і бронедевізіон. Загальна чисельність РОНА на той час сягала 12 000 воїнів. Хоча головним завданням РОНА була боротьба з партизанами, окремі її частини брали участь у боях із Червоною армією.

## Переформатування у дивізію
В серпні 1943 року після початку відступу німецьких військ РОНА було перекинуто до Вітебської області Білорусі, де вона отримала поповнення білоруськими поліцейськими та взяла участь в ряді антирадянських операцій. Незабаром РОНА була включена до складу Ваффен-СС як штурмова бригада, з подальшим розгортанням у гренадерську дивізію СС.

## Придушення Варшавського повстання

Прапор Російської Визвольної Народної Армії (РОНА)

1 серпня 1944 року у Варшаві піднімається антинацистське повстання, за збігом обставин того ж дня очільник РОНА Броніслав Камінський отримує підвищення до генерал-майора Ваффен-СС. Німецьке командування відправляє дивізію СС «РОНА» на придушення повстання. Дивізія брала участь у придушенні повстання в районі Охота і проявила надзвичайну жорстокість. Саме РОНА Камінського, разом із добірними частинами СС, по звірячому придушили повстання і знищили Варшаву у серпні 1944 р. Довгі роки радянська і польська комуністична пропаганда, а нині польська екстремістсько-шовіністична преса, свідомо перекручують факти і приписують ці злочини дивізії «Галичина». За вказівкою командувача каральних антипартизанських сил обергруппенфюрера СС Еріха фон дем Баха, Камінського було розстріляно через непослух і звірства вояків РОНА.

## Після страти Камінського
Новим командиром 29-та гренадерської дивізії СС «РОНА» став бригадефюрер СС, генерал-майор Ваффен-СС Кристоф Дим, а заступником лишився полковник РОНА ваффен-оберштумбаннфюрер СС Георгій Белай. Залишки вояків дивізії були відправлені на придушення Словацького національного повстання. Вже у листопаді 1944 році колишні вояки 29-та гренадерської дивізії СС «РОНА» були влиті до 1-ї дивізії РОА під керівництвом Власова, незважаючи на протести останнього.

## Командири
- Бригадефюрер СС і генерал-майор військ СС Броніслав Камінський (1 — 28 серпня 1944)
- Бригадефюрер СС і генерал-майор поліції Крістоф Дім (28 серпня — 27 вересня 1944)
- Группенфюрер СС і генерал-лейтенант поліції Генріх Юрс (27 вересня — жовтень 1944)

## Галерея

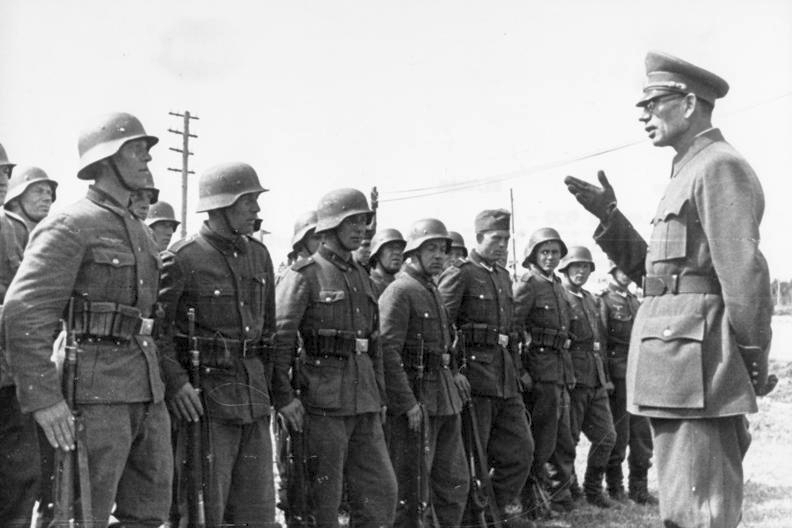
Бійці РОА (колишні бійці розформованої гренадерської дивізії СС "РОНА") перед генералом Власовим